# Aldrich Bailey
Aldrich Bailey (6 de febrero de 1994) es un deportista estadounidense que compite en atletismo. Ganó una medalla de plata en el Campeonato Mundial de Atletismo en Pista Cubierta de 2018, en la prueba de 4 × 400 m.

## Palmarés internacional
| Campeonato Mundial en Pista Cubierta | Campeonato Mundial en Pista Cubierta | Campeonato Mundial en Pista Cubierta | Campeonato Mundial en Pista Cubierta |
| Año                                  | Lugar                                | Medalla                              | Prueba                               |
| ------------------------------------ | ------------------------------------ | ------------------------------------ | ------------------------------------ |
| 2018                                 | Birmingham (Reino Unido)             | Medalla de plata                     | 4 × 400 m                            |